# الرزاعي (يريم)

تعديل مصدري - تعديل

الرزاعي هي إحدى قرى عزلة خودان بمديرية يريم التابعة لمحافظة إب، بلغ تعداد سكانها 304 نسمة حسب تعداد اليمن لعام 2004.